# پل کرایکتون
پل کرایکتون (انگلیسی: Paul Crichton؛ زادهٔ ۳ اکتبر ۱۹۶۸) بازیکن فوتبال اهل بریتانیا است.
از باشگاه‌هایی که در آن بازی کرده‌است می‌توان به باشگاه فوتبال پیتربورو یونایتد، باشگاه فوتبال کمبریج یونایتد، باشگاه فوتبال استون ویلا، باشگاه فوتبال برایتون اند هوو آلبیون، باشگاه فوتبال وست برومویچ آلبیون، باشگاه فوتبال دونکستر راورز، باشگاه فوتبال دارلینگتون، باشگاه فوتبال تورکی یونایتد، باشگاه فوتبال شفیلد یونایتد، باشگاه فوتبال آکرینگتون استنلی، باشگاه فوتبال ناتینگهام فارست، باشگاه فوتبال روترهام یونایتد، باشگاه فوتبال نوریچ سیتی، باشگاه فوتبال گریمزبی تاون، باشگاه فوتبال گینزبورو ترینیتی، باشگاه فوتبال یورک سیتی، باشگاه فوتبال سوئیندون تاون، باشگاه فوتبال گیلینگام، باشگاه فوتبال استافورد رانجرز، باشگاه فوتبال نوتس کانتی، و باشگاه فوتبال برنلی اشاره کرد.